# Hemitrichus seniculus
Hemitrichus seniculus är en stekelart som först beskrevs av Christian Gottfried Daniel Nees von Esenbeck 1834.  Hemitrichus seniculus ingår i släktet Hemitrichus och familjen puppglanssteklar. Arten är reproducerande i Sverige. Inga underarter finns listade i Catalogue of Life.